# Мазурівська сільська рада (Вінницька область)
| Мазурівська сільська рада — колишній орган місцевого самоврядування у Чернівецькому районі Вінницької області з адміністративним центром у с. Мазурівка. Сільській раді підпорядковані населені пункти: - с. Мазурівка - с. Абрамівська Долина - с. Весняне - с. Грабовець - с. Ромашка - с-ще Скорячий Яр - с-ще Туліїв |

## Склад ради
Рада складалася з 20 депутатів та голови.

## Керівний склад сільської ради
| ПІБ                             | Основні відомості                                                 | Дата обрання | Дата звільнення |
| ------------------------------- | ----------------------------------------------------------------- | ------------ | --------------- |
| Якубовський Леонід Йосипович    | Сільський голова, 1970 року народження, освіта, безпартійний      | 26.03.2006   | 31.10.2010      |
| Грабівський Віктор Вячеславович | Сільський голова, 1960 року народження, освіта вища, безпартійний | 31.10.2010   |                 |

Примітка: таблиця складена за даними джерела